# Marsilea fadeniana
Marsilea fadeniana är en klöverbräkenväxtart som beskrevs av Georg Oskar Edmund Launert. Marsilea fadeniana ingår i släktet Marsilea och familjen Marsileaceae.
IUCN kategoriserar arten globalt som akut hotad (CR). Inga underarter finns listade.